# Henrik LI av Reuss-Ebersdorf
Henrik LI av Reuss-Ebersdorf (tyska: Heinrich LI. Reuß zu Ebersdorf), född 16 maj 1761 i Ebersdorf, död 10 juli 1822 i Ebersdorf, var en tysk greve, och senare furste, från huset Reuss.

## Biografi
Henrik LI föddes 1761 i Ebersdorf som äldsta son till greve Henrik XXIV av Reuss-Ebersdorf och hans maka grevinna Karoline Ernestine av Erbach-Schönberg. Han efterträdde sin far 1779 som greve och den 9 april 1806 upphöjdes grevskapet Reuss-Ebersdorf till ett furstendöme. Med sitt nya furstendöme gick han med i konfederationerna Rhenförbundet år 1807 och Tyska förbundet åtta år senare.

## Familj
Henrik LI gifte sig den 16 augusti 1791 med Louise Henriette av Hoym, enda dotter till Gotthelf Adolf av Hoym, och tillsammans fick paret tre barn:
- Karoline (1792–1857)
- Henrik LXXII (1797–1853), furste av Reuss-Ebersdorf
- Adelheid (1800–1880), gift med Henrik LXVII av Reuss-Schleiz